# Ablanitsa (Blagoëvgrad)
Ablanitsa (Bulgaars: Абланица) is een dorp in het zuidwesten van Bulgarije. Zij is gelegen in de gemeente Chadzjidimovo, oblast Blagoëvgrad. 

## Bevolking
De bevolking van het dorp is de afgelopen eeuw continu toegenomen. Tussen 2011-2019 is het inwonersaantal echter gedaald. Op 31 december 2019 werden er 2.429 inwoners geregistreerd.
Van de 2.629 inwoners die in februari 2011 werden geregistreerd, reageerden 1.912 op de optionele volkstelling. De etnische Bulgaren waren met 1.361 personen het omvangrijkst (71,2%), gevolgd door 408 Bulgaarse Turken (21,3%) en door 'anders' (143 personen, oftewel 7,5%). De meeste inwoners zijn islamitische Bulgaren, ook wel Pomaken genoemd.
| Etnische samenstelling van de respondenten (2011) | Etnische samenstelling van de respondenten (2011) | Etnische samenstelling van de respondenten (2011) | Etnische samenstelling van de respondenten (2011) | Etnische samenstelling van de respondenten (2011) |
| ------------------------------------------------- | ------------------------------------------------- | ------------------------------------------------- | ------------------------------------------------- | ------------------------------------------------- |
|                                                   |                                                   |                                                   |                                                   |                                                   |
| Bulgaren                                          | Bulgaren                                          |                                                   | 71,2%                                             | 71,2%                                             |
| Turken                                            | Turken                                            |                                                   | 21,3%                                             | 21,3%                                             |
| Roma                                              | Roma                                              |                                                   | 0,0%                                              | 0,0%                                              |
| Anders/Onbekend                                   | Anders/Onbekend                                   |                                                   | 7,5%                                              | 7,5%                                              |

Van de 2.629 inwoners in februari 2011 werden geregistreerd, waren er 464 jonger dan 15 jaar oud (17,6%), gevolgd door 1.866 personen tussen de 15-64 jaar oud (71%) en 299 personen van 65 jaar of ouder (11,4%).

## Galerij

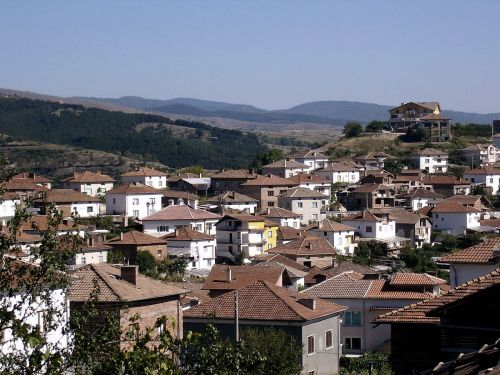
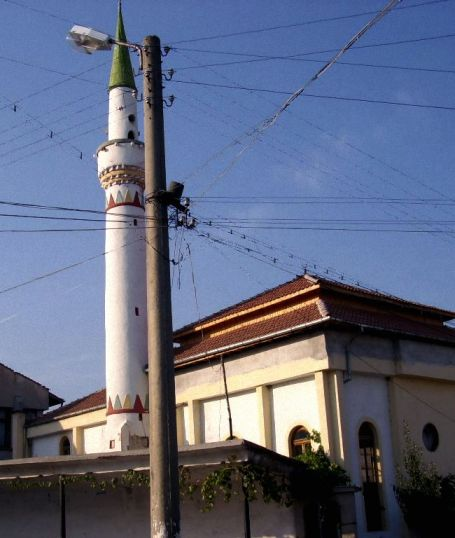
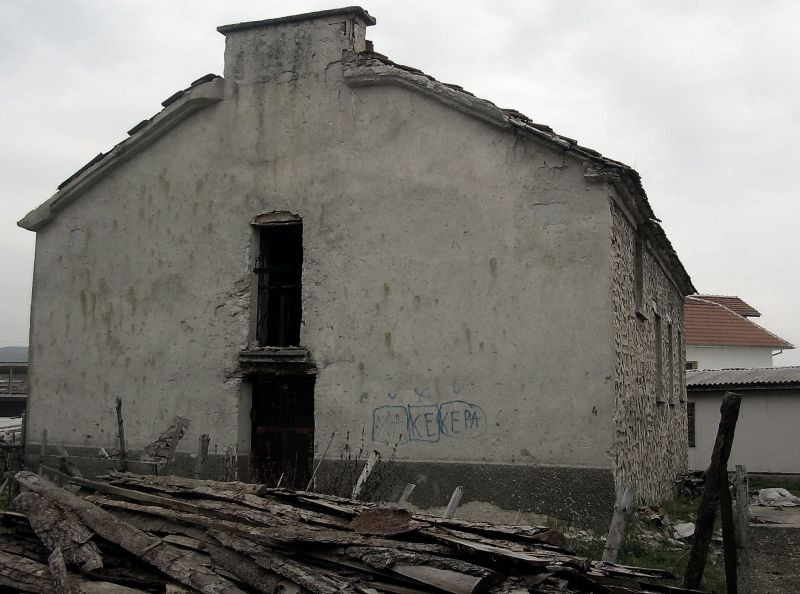
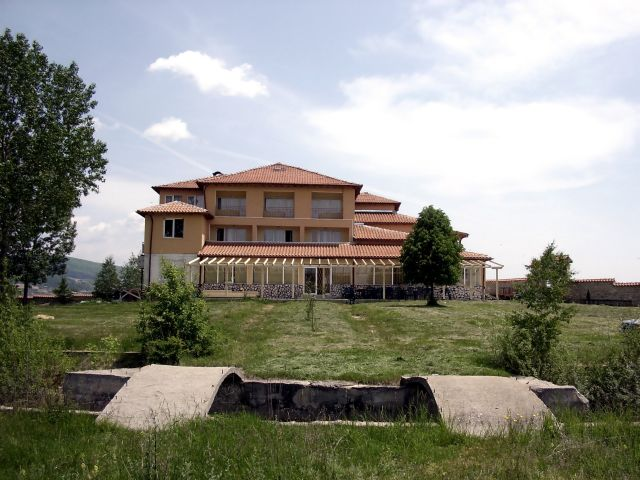